# اناستازیس گاوریلیس
اناستازیس گاوریلیس (انگلیسی: Anastasios Gavrilis؛ زادهٔ ۱ ژانویهٔ ۱۹۵۲) قایقران قایق بادبانی اهل یونان است.